# Isopolia strigidisca
Isopolia strigidisca là một loài bướm đêm trong họ Noctuidae.